# Ист Хелена (Монтана)
Ист Хелена (енгл. East Helena) град је у америчкој савезној држави Монтана.

## Демографија
По попису из 2010. године број становника је 1.984, што је 342 (20,8%) становника више него 2000. године.
| Група             | 2000.         | 2010.         |
| Белци             | 1.543 (94,0%) | 1.772 (89,3%) |
| Афроамериканци    | 3 (0,2%)      | 10 (0,5%)     |
| Азијати           | 1 (0,1%)      | 6 (0,3%)      |
| Хиспаноамериканци | 30 (1,8%)     | 72 (3,6%)     |
| Укупно            | 1.642         | 1.984         |